# سکیبنگو-کورچه
سکیبنگو-کورچه (به لهستانی:  Skibniew-Kurcze) یک روستا در لهستان است که در گمینا سوکوووف پودلاسکی واقع شده‌است.